# Germain Nouveau
Germain Marie Bernard Nouveau (31 de juliol de 1851 - 4 d'abril de 1920) fou un poeta francés d'origen occità, que s'insereix en el moviment simbolista, cèlebre per la seua amistat amb Arthur Rimbaud i Paul Verlaine.

## Biografia
Era el major dels quatre fills de Félicien Nouveau (1826-1884) i Marie Silvy (1832-1858). Germain Nouveau perdé sa mare quan tenia set anys, per això fou criat pel seu avi.
Després de passar la infància a Ais de Provença i cursar els estudis primaris al Lycée Janson de Sailly de París, volia fer-se sacerdot. Fa classes a un col·legi de Marsella entre 1871 i 1872. En acabant s'instal·la a París a la tardor de 1872.
Publica el seu primer poema, «Sonnet d'été» («Sonet d'estiu»), a la revista La Renaissance artistique et littéraire d'Émile Blémont i coneix Mallarmé i Jean Richepin, que llavors es reunien al café Tabourey.
Freqüenta el Cercle dels poetes «zutiques», on coneix Charles Cros, amb qui col·labora en la redacció de Dixains réalistes, un llibre en què es burlaven dels parnassians. Gràcies a Cros, descobreix els poemes que Paul Verlaine i Arthur Rimbaud havien escrit a l'Album zutique, i també s'assabenta que els dos poetes havien abandonat París des de juliol de 1872.

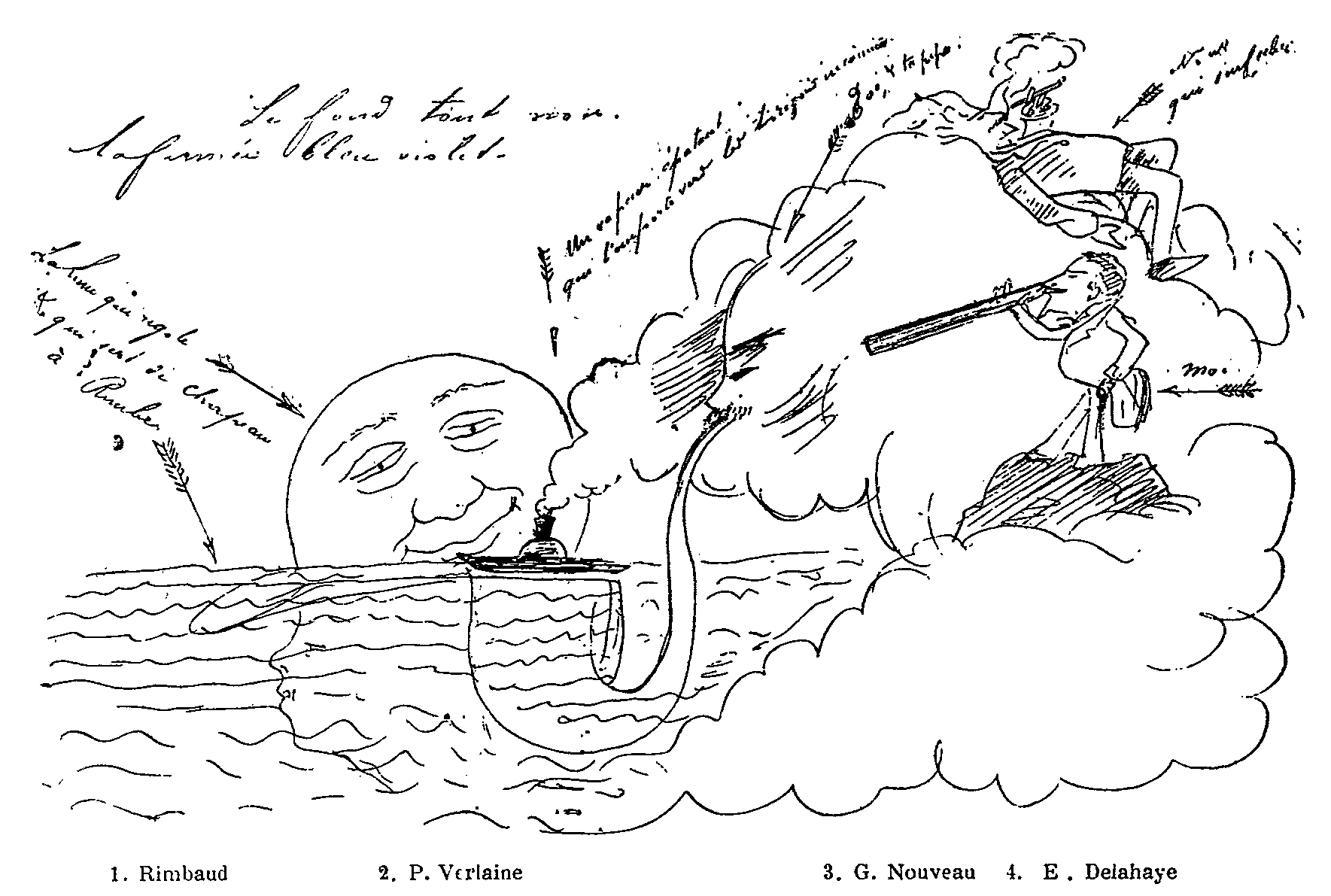
Dibuix d'Arthur Rimbaud, Paul Verlaine, Germain Nouveau i Ernest Delahaye

A la fi de 1873, es troba amb Rimbaud al café Tabourey i, al març de 1874, marxen junts a Anglaterra, a Londres, i s'instal·len al número 178 del carrer Stamford Street. Nouveau ajuda Rimbaud amb la transcripció d'Il·luminacions, però finalment torna sol a París al juny del mateix any.
Després viatja a Bèlgica i als Països Baixos. El 1875, a Brussel·les, rep de Verlaine el manuscrit d'Il·luminacions que Rimbaud, llavors a Stuttgart, havia enviat a Nouveau perquè els publicaria. Nouveau torna a Londres, on entaula una amistat duradora amb Verlaine.
Esdevé professor de dibuix a la Universitat Bourgoin del departament d'Isère, després al col·legi Janson de Sailly de París, on fou víctima, en plena classe, d'una crisi de bogeria el 1891. És internat a l'hospital Bicêtre, del qual isqué després de mesos de tancament. Passà més crisis posteriors, i això el portà a emprendre una vida de pelegrí, inspirant-se en sant Benoît-Joseph Labre.
Després d'anys d'errar cap a Roma i Santiago, torna el 1911 a la seua ciutat natal, on mor al 1920.
Les seues poesies es publicaren sobretot després de la seua mort, ja que Nouveau sempre s'oposà a publicar-les mentre era viu; arribà fins i tot a posar una demanda quan es publicà el seu llibre Savoir aimer («Saber estimar»), primera versió de la seua Doctrine de l'amour.
Tingué gran influència sobre el surrealisme, sobretot sobre Louis Aragon, que digué que Nouveau «no és un poeta menor. No és un imitador de Rimbaud: tot i que els comparen».

## Obres
- Premiers vers (1872-1878)
- Notes Parisiennes («Notes parisenques») (1874)
- Dixains réalistes (1876)
- Sonnets du Líban [1885] (1956)
- Savoir aimer (1904)
- Ave Maris Stella (1912)
- Derniers vers («Últims versos») (1885–1918)
- Valentines et autres vers (1922)